# صدف سیاه مدیترانه
صدف سیاه مدیترانه (نام علمی: Mytilus galloprovincialis) نام یک گونه از سرده دوکفه‌ای‌های میتیلوس است.